# Jean I Le Meingre
Jean Le Meingre, detto Boucicaut o anche Boccicault (... – Digione, 15 marzo 1367), è stato un militare francese, maresciallo di Francia dal 1356.

## Biografia
Combatté nel corso della guerra dei cent'anni: servì in Guascogna e nelle Fiandre (1337, 1338, 1340), e nuovamente in Linguadoca e in Guascogna (1351 e 1352).
Il re gli accordò numerose gratificazioni, e gli fece rimborsare il riscatto, anticipato con Jean de Clermont, per la liberazione del maresciallo de Nesle.
Carlo de La Cerda, conte d'Angoulême e connestabile di Francia, gli fece dono, il 24 giugno 1353, di alcune terre in Linguadoca, che il re successivamente gli confermò, e lo nominò siniscalco di Tolosa il 30 maggio 1354.
L'anno seguente fu inviato, con l'arcivescovo di Sens e Guillaume I de Craon, sulla frontiera di Piccardia, allo scopo di intavolare dei negoziati con gli inglesi; ritornò poi (maggio 1356) in Linguadoca, con 7 cavalieri e 43 scudieri alle proprie dipendenze per combattere agli ordini del conte di Poitiers (futuro Carlo V).
Fu nominato maresciallo di Francia il 21 ottobre 1356 al posto di Jean de Clermont morto alla battaglia di Poitiers.
Il Consiglio del Re lo inviò quindi a Bordeaux in visita a re Giovanni prigioniero degli inglesi; al ritorno accompagnò il Delfino di Francia Carlo, nel viaggio che fece sino a Metz per incontrare l'imperatore Carlo IV di Lussemburgo.
Accorse in aiuto di Parigi minacciata dagli inglesi nel 1360; fu tra i negoziatori della Pace di Brétigny, conclusa l'8 maggio dello stesso anno per conto del reggente Giovanni, con gli inviati di Edoardo III. Con lettera del 4 novembre seguente entrò nel Consiglio del Re.
Sostituì nel 1364 Bertrand du Guesclin (inviato in Bretagna in soccorso di Carlo di Blois), al comando delle truppe di Normandia.
Dopo la battaglia di Auray del 1365, in cui morì Carlo di Blois, fu tra i negoziatori della pace tra la vedova di questi, Giovanna di Penthièvre, ed il conte di Montfort, pace conclusa col trattato di Guérande dello stesso anno.
Il re gli affidò la guardia del castello di Tours nel 1367; morì a Digione in quello stesso anno e fu sepolto a Tours nel coro della basilica di San Martino accanto alla moglie.
Aveva sposato Florie o Fleurie de Linières, da cui ebbe due figli: Jean, anch'egli maresciallo di Francia; e Geoffroy, governatore del Delfinato.